# هاینریش روهرر
هاینریش روهرر (به آلمانی: Heinrich Rohrer) (زاده ۶ ژوئن ۱۹۳۳ - درگذشته ۱۶ مه ۲۰۱۳) فیزیک‌دان سوئیسی است. او در سال ۱۹۸۶ به همراه گرد بینینگ از آلمان به خاطر ساخت میکروسکوپ الکترونی تونلی روبشی، موفق به دریافت جایزه نوبل در فیزیک شد.

## زندگی‌نامه
روهرر در سنت گالن نیم ساعت پس از خواهر دوقلویش به دنیا آمد. در سال ۱۹۴۹ خانواده اش به زوریخ نقل مکان کردند. در سال ۱۹۵۱ به موسسه تکنولوژی فدرال سوئیس (ETH) وارد شد و در آنجا با ولفگانگ پاولی آشنا شد.